# Magnae spes altera Romae

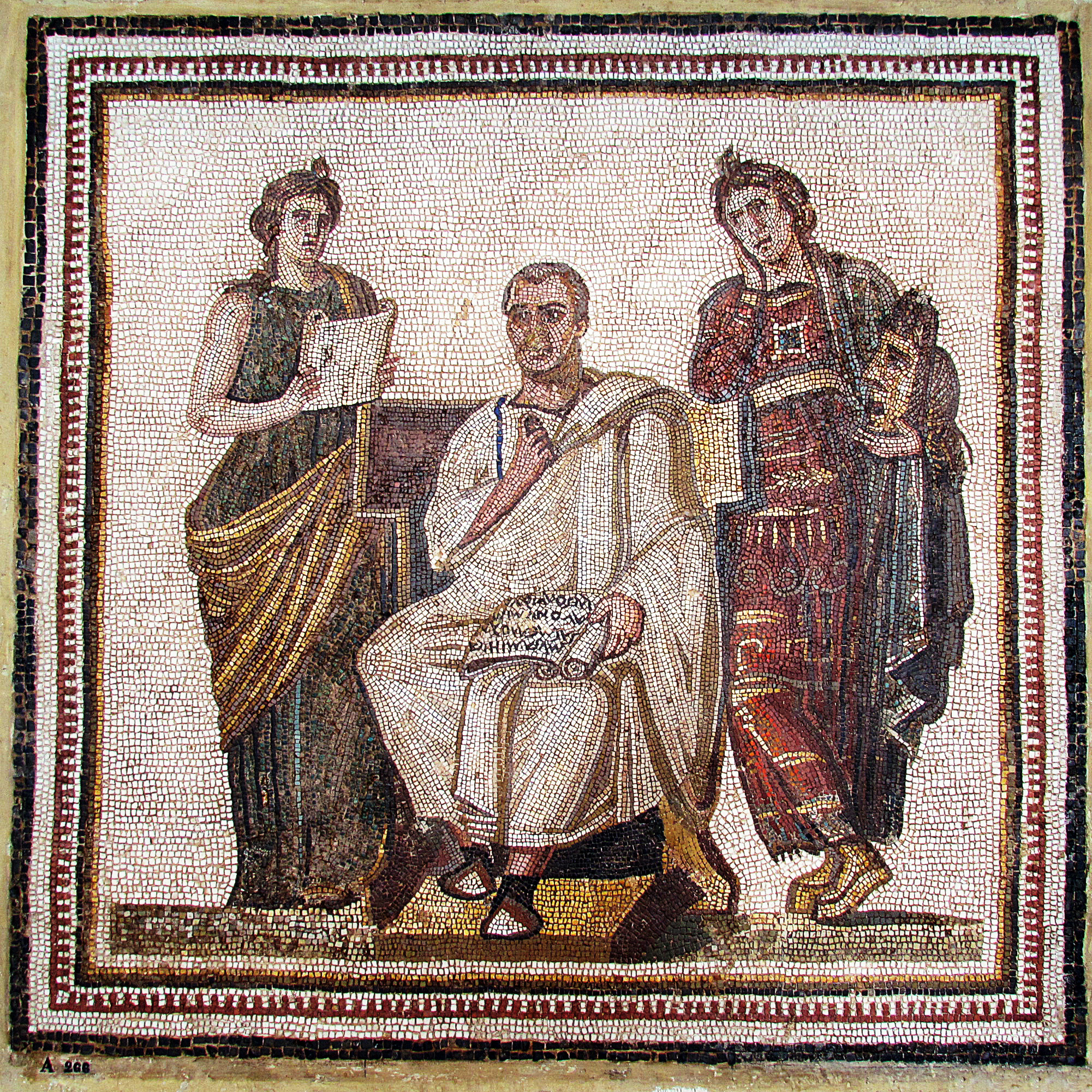
Virgilio con lEneide tra Clio e Melpomene (Museo nazionale del Bardo, Tunisi)

La locuzione latina Magnae spes altera Romae, tradotta letteralmente, significa seconda speranza della grande Roma. (Virgilio, Eneide, XII, 167).
Il verso allude ad Ascanio o Iulo, figlio di Enea, astro nascente di Roma, considerato il capostipite della Gens Iulia.
L'espressione si utilizza, in genere, per indicare le persone che gerarchicamente occupano il secondo posto dopo il capo. 